# Aguiló
|  | Per a altres significats, vegeu «Raimond Aguiló i Bartolomé». |

Aguiló és un poble del municipi de Santa Coloma de Queralt, dins la comarca de la Conca de Barberà. El seu castell, del qual ara en queden només restes, data del segle xi i fou propietat de les famílies Gurb, Timor i Cervelló.
Les restes del castell d'Aguiló estan situades sobre el turó que domina la vila. Datat ja al segle xi, fou propietat de les famílies Gurb, Timor i Cervelló. Els castlans del castell van donar origen, a mitjan segle xii, al llinatge dels Aguiló, una branca dels Besora, de les famílies importants de la zona. Al segle xiv, quan s'extingiren els Aguiló, el castell passà a mans dels Queralt.
L'església romànica de Sant Vicenç d'Aguiló està situada en un petit turó davant del nucli de la vila. Fou bastida al pas del segle xii al segle xiii. Es tracta en realitat d'una capella de l'església parroquial de Santa Maria d'Aguiló. Edifici d'una nau, sense presbiteri, cobert amb una volta de canó.
El poble està situat a 2 km de Santa Coloma de Queralt.

## Història
El 1380 s'hi comptabilitzen, juntament amb la quadra de Montfred, 39 famílies. El 1463, en el marc de la guerra civil catalana, es produeix el saqueig de la població.
Al segle xvi, Aguiló, va ser cap de partit del terme que abastava els nuclis de la Pobla de Carivenys, les Roques i les masies d'Almenara. Vers 1842, quan Joan Baptista de Queralt i Silva ven el castell d'Aguiló, hi viuen 172 persones, repartides en vint-i-sis cases de construcció regular.
A mitjan segle xx va passar a formar part del terme municipal de Santa Coloma de Queralt.

## Festes locals
Les festes locals d'Aguiló se celebren entorn el 22 de gener i el 29 de setembre.

## Llocs d'interès
- Castell d'Aguiló, constància documental des del 1049, va pertànyer a les famílies Timor, Cervelló i Gurb.
- Església romànica de Sant Vicenç d'Aguiló. (segle xii)
- Església parroquial de Santa Maria.